# Ceratocapsus truncatus
Ceratocapsus truncatus är en insektsart som beskrevs av Knight 1930. Ceratocapsus truncatus ingår i släktet Ceratocapsus och familjen ängsskinnbaggar. Inga underarter finns listade i Catalogue of Life.